# Park Hochsauerland
Park Hochsauerland is een bungalowpark van Center Parcs. Het ligt in de gemeente Medebach in de Duitse deelstaat Noordrijn-Westfalen. Het park ontleent zijn naam aan de streek Hochsauerland.

## Geschiedenis
Het park werd in 1995 geopend door Gran Dorado en was voorzien van een subtropisch zwemparadijs (Aqua Mundo) en veel andere activiteiten deels op het nabij gelegen meer.
In 2002 nam Center Parcs het park over en werd het opgeknapt, waarbij het zwembad werd gerenoveerd en een nieuwe attractie werd toegevoegd, de Crazy River, een stroomversnelling die werkt doordat eens in de zoveel minuten een golf door een kanaal gestuurd wordt. Families tot 10 personen kunnen in het park verblijven in cottages. In 2018 werd een nieuwe renovatie van 34 miljoen euro aangekondigd. In 2019 kwam een nieuwe glijbaan, de Sauerland Splash, erbij in de Aqua Mundo.

## Faciliteiten
Het park telt 550 cottages. Daarnaast heeft het ook een hotel.

## Fotogalerij

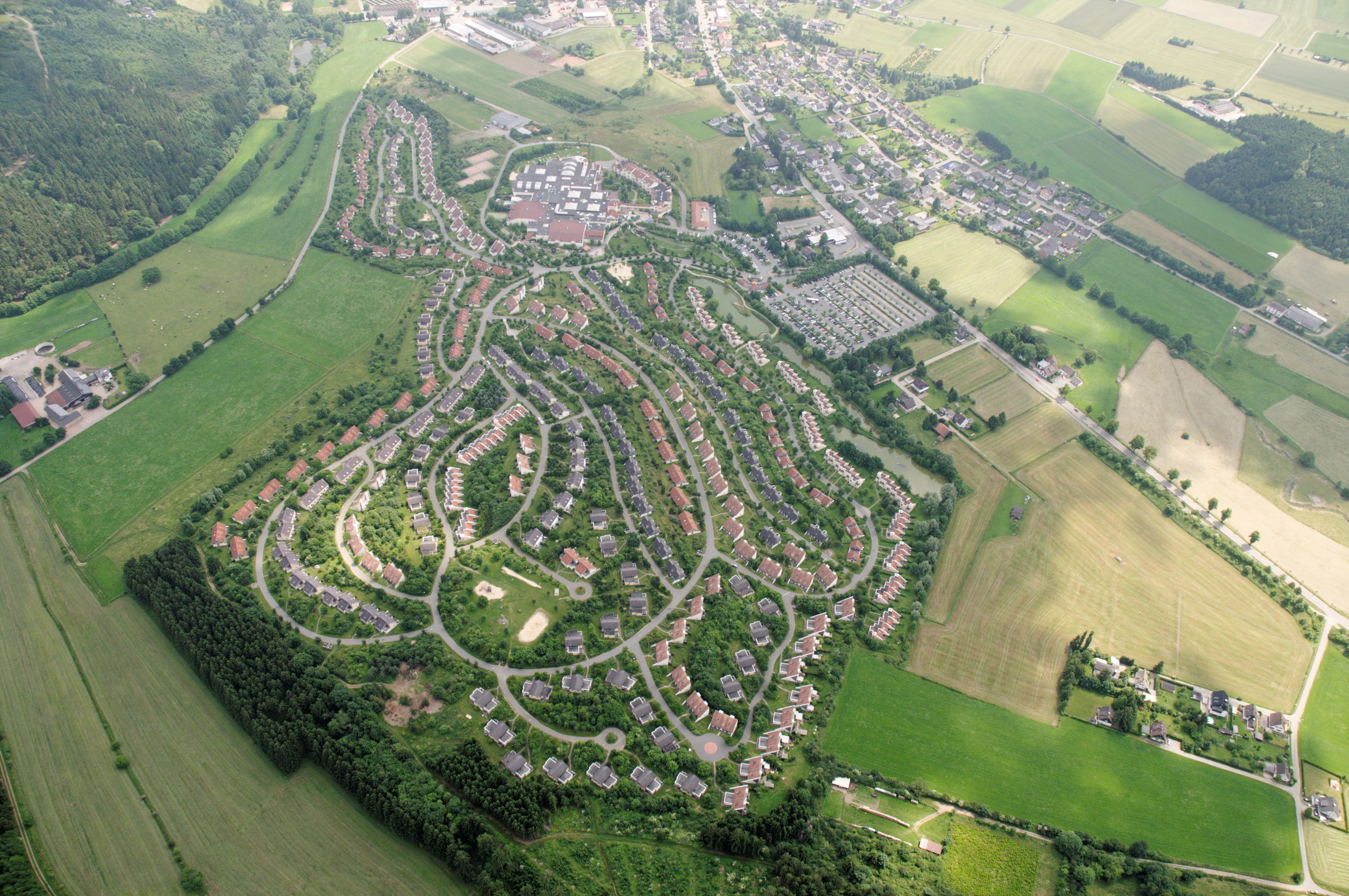
Zicht op het park
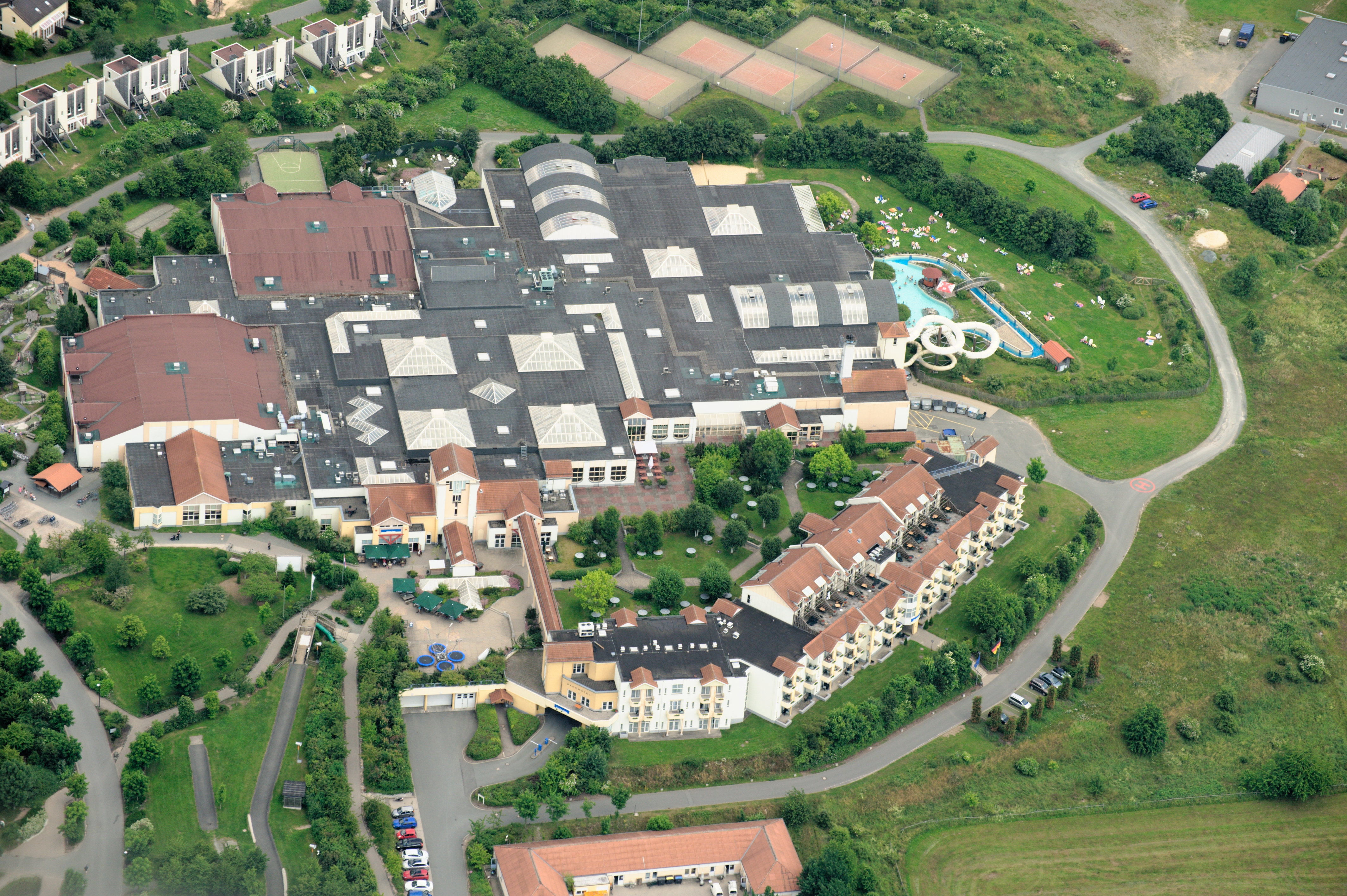
Zicht op de Aqua Mundo en Market Dome
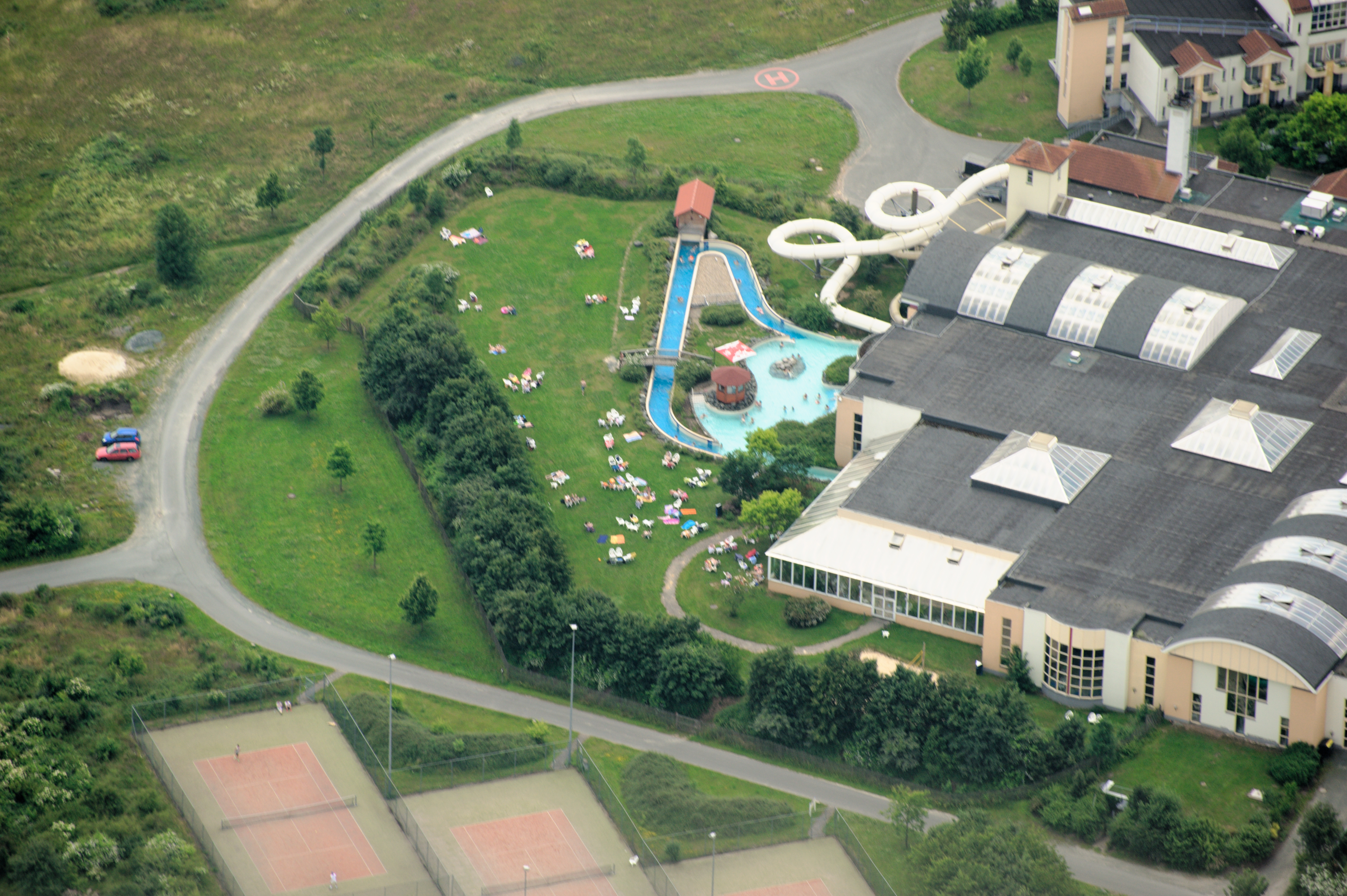
Aqua Mundo van het bungalowpark